# Olympische Sommerspiele 2004/Radsport – Einzelzeitfahren Straße (Frauen)
Das Einzelzeitfahren der Frauen bei den Olympischen Spielen 2004 in Athen fand am 18. August 2004 statt. Olympiasiegerin wurde die Niederländerin Leontien Zijlaard-van Moorsel vor der US-Amerikanerin Deirdre Demet-Barry. Bronze ging in die Schweiz an Karin Thürig.
Für Zijlaard-Van Moorsel war es die vierte Goldmedaille ihrer Karriere und die Titelverteidigung; im Straßenrennen drei Tage zuvor war ihr dies aufgrund eines Sturzes nicht gelungen. Die 32-jährige Thürig hatte erst drei Jahre zuvor ihr erstes Zeitfahren absolviert und war im Volleyball, Triathlon und Duathlon erfolgreich gewesen.
Das Abschneiden der deutschen Frauen – Judith Arndt hatte im Straßenrennen zuvor die Silbermedaille geholt und wurde nun Elfte, Trixi Worrack 15. – galt als Enttäuschung. Die Schweizerin Priska Doppmann wurde Neunte. Österreich hatte keine Teilnehmerin entsendet.
Älteste Teilnehmerin hier und in allen Radwettbewerben war mit 45 Jahren die Französin Jeannie Longo-Ciprelli bei ihrer sechsten von später sieben Olympiateilnahmen.

## Streckenverlauf
Start und Ziel der Einzelzeitfahrwettbewerbe der Frauen und Männer war das Vouliagmeni Olympic Centre, einer provisorischen Tribüne für 3.600 Zuschauer, welches auch für die Triathlonwettbewerbe genutzt wurde.
Die eigentliche Rennstrecke war ein Teilstück der Nationalstraße 91 (vergleichbar mit einer deutschen Bundesstraße) und frei zugänglich. Sie führte vornehmlich durch die Gemeinde Vouliagmeni und wurde durch einen Wendepunkt in den südlichen Ausläufern der Gemeinde Kropia halbiert.

## Titelträgerinnen
| Olympiasiegerin | Leontien Zijlaard-van Moorsel | Sydney 2000   |
| Weltmeisterin   | Joane Somarriba               | Hamilton 2003 |

## Ergebnisse
18. August 2004, Start: 13:00 Uhr Ortszeit (12:00 Uhr MESZ)
| Rang | Athletin                      | Nation             | Zeit (min) |
| ---- | ----------------------------- | ------------------ | ---------- |
| 1    | Leontien Zijlaard-van Moorsel | Niederlande        | 31:11,53   |
| 2    | Deirdre Demet-Barry           | Vereinigte Staaten | 31:35,62   |
| 3    | Karin Thürig                  | Schweiz            | 31:54,89   |
| 4    | Christine Thorburn            | Vereinigte Staaten | 32:14,82   |
| 5    | Lada Kozlíková                | Tschechien         | 32:15,41   |
| 6    | Oenone Wood                   | Australien         | 32:16,00   |
| 7    | Joane Somarriba               | Spanien            | 32:25,93   |
| 8    | Zulfiya Zabirova              | Russland           | 32:30,08   |
| 9    | Priska Doppmann               | Schweiz            | 32:40,00   |
| 10   | Edita Pučinskaitė             | Litauen            | 32:42,12   |
| 11   | Judith Arndt                  | Deutschland        | 32:46,94   |
| 12   | Olga Slyusareva               | Russland           | 32:51,06   |
| 13   | Mirjam Melchers-van Poppel    | Niederlande        | 33:01,58   |
| 14   | Jeannie Longo                 | Frankreich         | 33:05,31   |
| 15   | Trixi Worrack                 | Deutschland        | 33:05,72   |
| 16   | Lyne Bessette                 | Kanada             | 33:24,19   |
| 17   | Sue Palmer-Komar              | Kanada             | 33:26,01   |
| 18   | Dori Ruano                    | Spanien            | 33:29,63   |
| 19   | Nicole Cooke                  | Großbritannien     | 33:45,22   |
| 20   | Edwige Pitel                  | Frankreich         | 34:02,35   |
| 21   | Tatiana Guderzo               | Italien            | 34:14,47   |
| 22   | Anita Valen                   | Norwegen           | 34:31,94   |
| 23   | Rasa Polikevičiūtė            | Litauen            | 34:34,48   |
| 24   | Natalija Katschalka           | Ukraine            | 35:01,05   |
| 25   | Susanne Ljungskog             | Schweden           | 35:17,25   |